# Oude Synagoge (Barcelona)
De Oude Synagoge van Barcelona (Catalaans: Sinagoga Major de Barcelona, Spaans: Sinagoga Mayor de Barcelona, Hebreeuws: בית הכנסת העתיק מאיור) is een voormalige synagoge in het centrum van de Spaanse stad Barcelona in de Carrer Marlet. Het is een van de oudste synagoges in Europa.
Na vele jaren gebruikt te zijn voor andere doeleinden, is het gebouw opnieuw ingewijd als synagoge en museum in 2002. Hierbij heeft de Catalaanse historicus Jaume Riera i Sans een grote rol gespeeld. In 2006 doneerde een New Yorkse advocaat een 500 jaar oude Thora aan de synagoge.